# Iranobrium abbreviatum
Iranobrium abbreviatum är en skalbaggsart som beskrevs av Karl Adlbauer 2004. Iranobrium abbreviatum ingår i släktet Iranobrium och familjen långhorningar. Inga underarter finns listade i Catalogue of Life.